# شرح الاسم (كتاب)

شرح الاسم (كتاب)؛ بقلم هداية الله البهبودي; السيرة الذاتية للمرشد الأعلى الإيراني السيد علي خامنئي

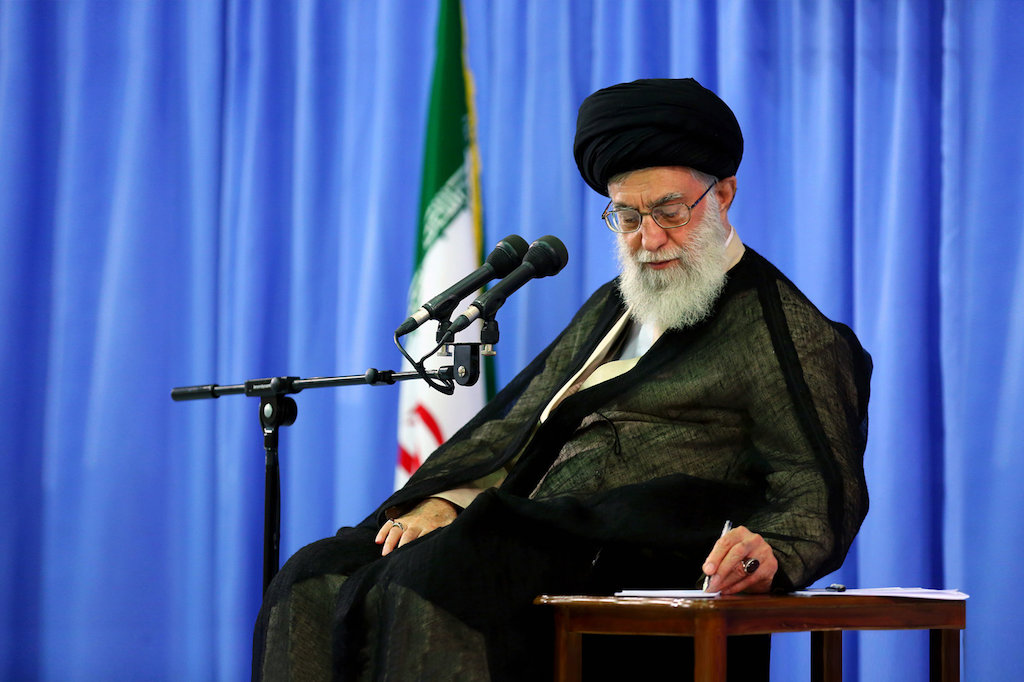
السيد علي خامنئي ، وقد وردت سيرته في كتاب "شرح الاسم".

شرح الاسم (الفارسية: شرح اسم) هي سيرة المرشد الأعلى لإيران، علي خامنئي. الكتاب من تأليف هداية الله البهبودي [الإنجليزية] (الفارسية: هدایت الله بهبودی)، وتُرجم إلى بعض اللغات الأخرى. وقد نشرته مؤسسة التطلعات والبحوث السياسية.
يتناول كتاب "شرح الاسم" قضايا تتعلق بسيرة السيد علي خامنئي —منذ عام 1939 إلى عام 1979—ويتكون الكتاب من أمور كثير ابتداءً بأسلافه من جهة الأب والأم (من بين والده، السيد جواد خامنئي)، وما إلى ذلك. في البداية تم الكشف عن هذا الكتاب بالتزامن مع إقامة معرض طهران الدولي للكتاب، ولكن تم إيقاف توزيعه بسبب بعض الأخطاء التاريخية، ثم تم توزيعه بعد معالجة مشاكله.
فيما يتعلق باختيار اسم كتاب شرح الاسم،  يذكر مؤلفه (هداية الله بهبودي) أنه: وفقًا لتعبير في علم المنطق: إذا لم نتمكن من فهم جوهر الحقيقة، فسوف "نشرحها"؛ وهذا هو سبب اختيار مثل هذا الاسم للكتاب.

## طالع أيضًا
- ألف لام الخميني
- سياحة شرق [الإنجليزية]